# Houillères et saline de Mélecey
Vous lisez un « bon article » labellisé en 2016.
Les houillères et saline de Mélecey sont des mines de charbon et de sel gemme du bassin keupérien situées dans le département de la Haute-Saône, en Bourgogne-Franche-Comté, dans l'est de la France. Elles sont exploitées sur le territoire des communes de Mélecey et de Fallon de 1778 à 1865 pour le charbon et de 1850 à 1873 pour le sel. L'exploitation du charbon sur place pour l'évaporation de la saumure permet à la compagnie de diminuer le coût de revient du sel. En 1865, un coup de grisou éclate dans la mine du Buissons-Brûlé et fait dix morts, provoquant l'arrêt de l'extraction charbonnière dans la concession.
Bien qu'exploités assez brièvement par rapport à l'histoire salifère saônoise, les bâtiments sont toujours en état au début du XXIe siècle et sont uniques dans le département, la saline de Gouhenans étant en ruine et celle de Saulnot n’ayant laissé aucune trace. L'exploitation du charbon a laissé, quant à elle, quelques mini-terrils.

## Situation
La concession possède une superficie de 480 hectares pour l'exploitation du charbon et de 1 458 hectares pour le sel, répartis sur les communes de Mélecey, Fallon, Grammont et Villargent au sud-est du département de la Haute-Saône, en région de Bourgogne-Franche-Comté.

## Géologie

La formation du gisement de sel et de charbon du Keuper en Franche-Comté.

Les gisements de houille et de halite exploités sont mêlés au sein du bassin houiller keupérien de Haute-Saône. Ce bassin est formé d'une alternance de couches de grès, de marne irisée et de cargneule. Le gîte de sel est composé de trois couches cumulant 8 mètres d'épaisseur, entrecoupées de marnes salifères à 135 mètres de profondeur en moyenne. Le gîte houiller est lui aussi composé de trois couches. Celles-ci cumulent 0,6 mètre d'épaisseur et sont entrecoupées d’argile schisteuse noirâtre à une profondeur moyenne de 30 mètres,.

## Saline

### Histoire

L'utilisation de la houille extraite dans les différentes concessions par les salines.

Après la dénationalisation des salines de 1841. Le Marquis de Raincourt et les Sieurs Legrand, Félix, Dupré et Bégeot émettent une demande de concession en avril 1843 accompagnée d'une demande d’autorisation pour construire une usine d’évaporation composée de 28 fours cumulant une surface d'évaporation de 1 040 m2. La concession leur est accordée le 29 septembre suivant,,.
Un puits de mine de 3,20 mètres de long et 1,80 mètre de large est foncé à partir du 10 octobre 1845. La mine de sel est exploitée par abattage souterrain de 1850 à 1862, puis par évaporation de saumure de 1863 à 1872 pour en tirer l'halite,. La technique par extraction classique se montre trop peu rentable en raison de la finesse de certaines couches. Le minerai obtenu est dissout par pulvérisation d'eau douce, puis est évaporé dans les bâtiments de surface. Une machine à vapeur de 17 ch est installée en 1849. Une chaudière à vapeur est installée en 1850 pour évaporer l'eau salée. La production insuffisante de charbon est compensée par des approvisionnements auprès des houillères de Gémonval, mais aussi de celles de Vy-lès-Lure (4/5e de la production de ces mines est consommée par la saline en 1858).

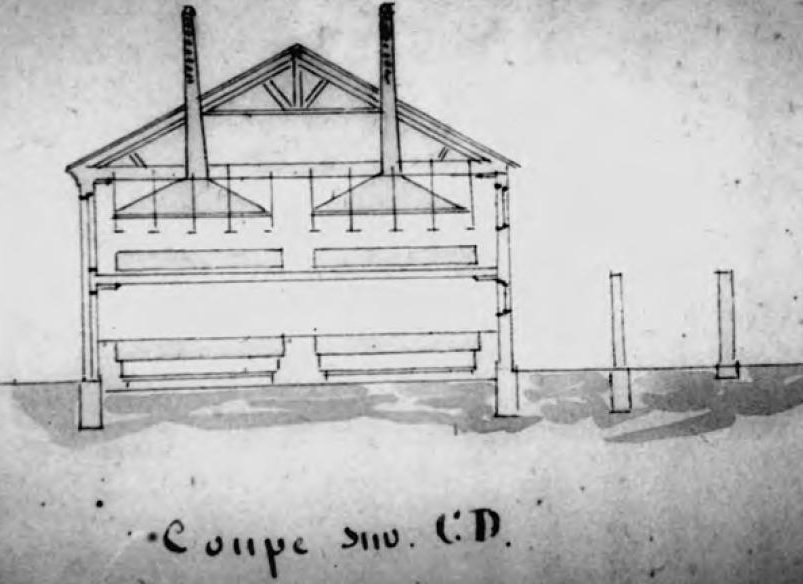
Vue en coupe du bâtiment d'évaporation.
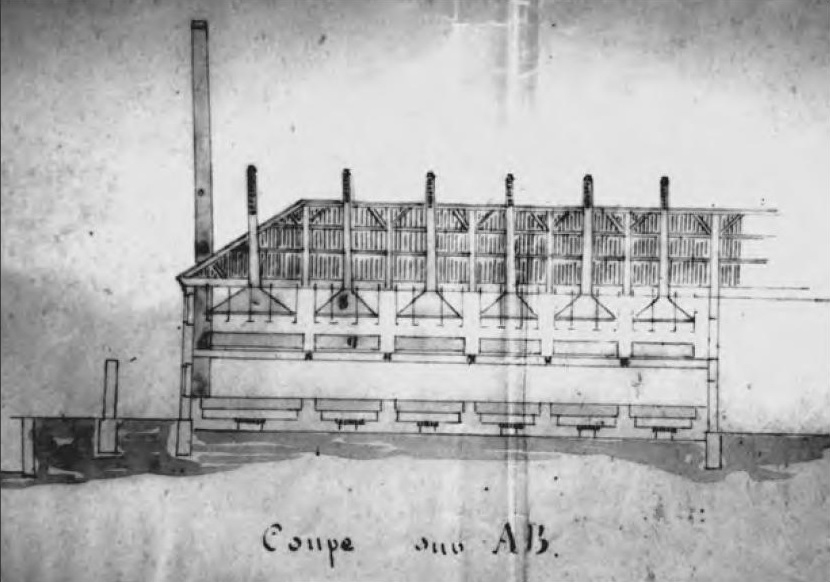
Autre coupe du même bâtiment.
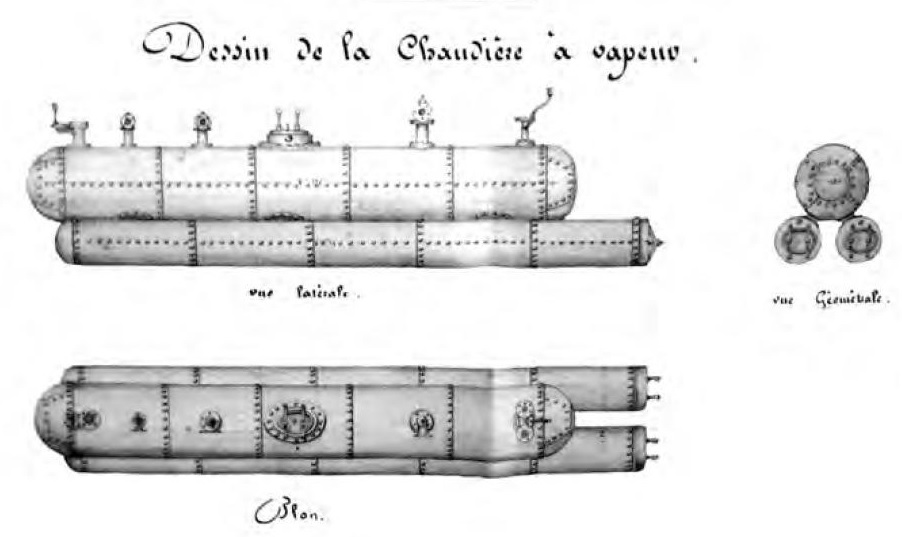
La chaudière à vapeur de la saline.
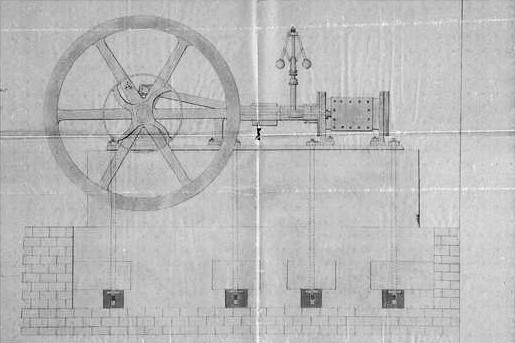
La machine à vapeur.

Vers 1850, le personnel compte neuf mineurs qui travaillent par roulement dans trois équipes renouvelées toutes les huit heures. Ces ouvriers fournissent l'huile pour leurs lampes et la compagnie leur fournit 50 kg de poudre pour l’abattage chaque mois. L'usine emploie deux déchargeurs, un menuisier et un forgeron. L'aérage du fond de la mine est assuré par un soufflet animé par énergie hydraulique. En octobre 1845, l'une des poulies remontant les bennes se détache et tue un mineur sur le coup. Un autre ouvrier est grièvement blessé dans l'accident.

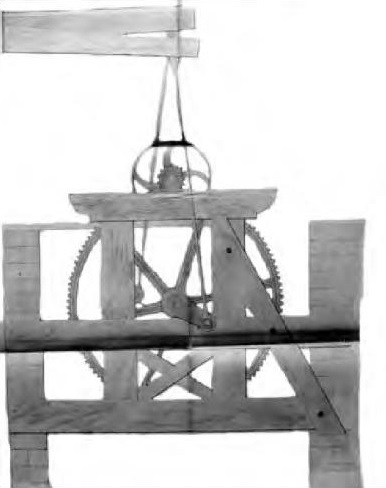
Une pompe d'exhaure actionnée par la vapeur.

Le puits d'extraction, profond de 150,2 mètres dont 12,5 mètres de puisard, débouche dans le bâtiment de la saline. Il possède une section utile de 3 × 1,35 mètre divisée en trois compartiments : le premier pour l'extraction par bennes, le second pour les échelles empruntées par les mineurs et le dernier pour l'exhaure de 100 hectolitres d'eau par heure. D'une profondeur de 137 mètres, il est boisé sur les 40 premiers mètres. Une seule roue à aubes alimentée par un ruisseau de Fallon entraîne les mécanismes d'exhaure (trois pompes, dont une de secours) et d'aérage (soufflet). Au fond de la mine, les galeries qui s’étendent sur un rayon de 500 mètres possèdent une section hauteur/largeur de 2 × 5 mètres. Les mineurs sont payés 2 francs par jour pour remplir quatre bennes de sel brut, soit 1 120 kg qui permettent l’obtention de 896 kg de sel raffiné. Seule la couche la plus épaisse (2,40 mètres) est exploitée par abattage. Le gîte est exploré par deux galeries, l'une creusée vers l'ouest et l'autre vers le nord. Celles-ci rencontrent une diminution de l'épaisseur à plus de 60 mètres du puits. La galerie de l'ouest est déviée de sa trajectoire pour servir de réservoir d’exhaure après avoir rencontré une source d'eau. Deux galeries de 120 mètres de long sont creusées en parallèle vers le sud en suivant l’inclinaison de la couche de sel.
En 1857, une machine à vapeur de 3 ch est installée, car la roue à aubes ne suffit plus pour pomper la saumure. La production moyenne oscille entre 10 000 et 15 000 quintaux par an entre 1850 et 1862. L'ingénieur des mines constate l'abandon des chantiers le 25 juillet 1862. En octobre, les travaux reprennent par le dépilage de massifs carrés de 2,5 mètres de côté.
En 1863, les galeries sont noyées et le puits d’extraction est transformé en puits à saumure. Cette nouvelle méthode d'exploitation est plus rentable et fonctionne pendant dix ans, avant l'abandon définitif de l'exploitation en raison de l’épuisement du gisement, de la mauvaise qualité du sel et de la mauvaise situation géographique du site. En 1874, les exploitants cherchent à céder la mine aux salines de Gouhenans, mais l'offre est refusée. De la saumure est alors pompée par intermittence par les salines de l'Est jusqu’à la fin du siècle.
Le bâtiment d’évaporation est désaffecté au début du XXe siècle, mais reste entretenu par la Compagnie des Salines de l'Est jusque dans les années 1950. Pendant la Première Guerre mondiale, une tentative de relance de l'activité échoue.

La saline vers 1900.
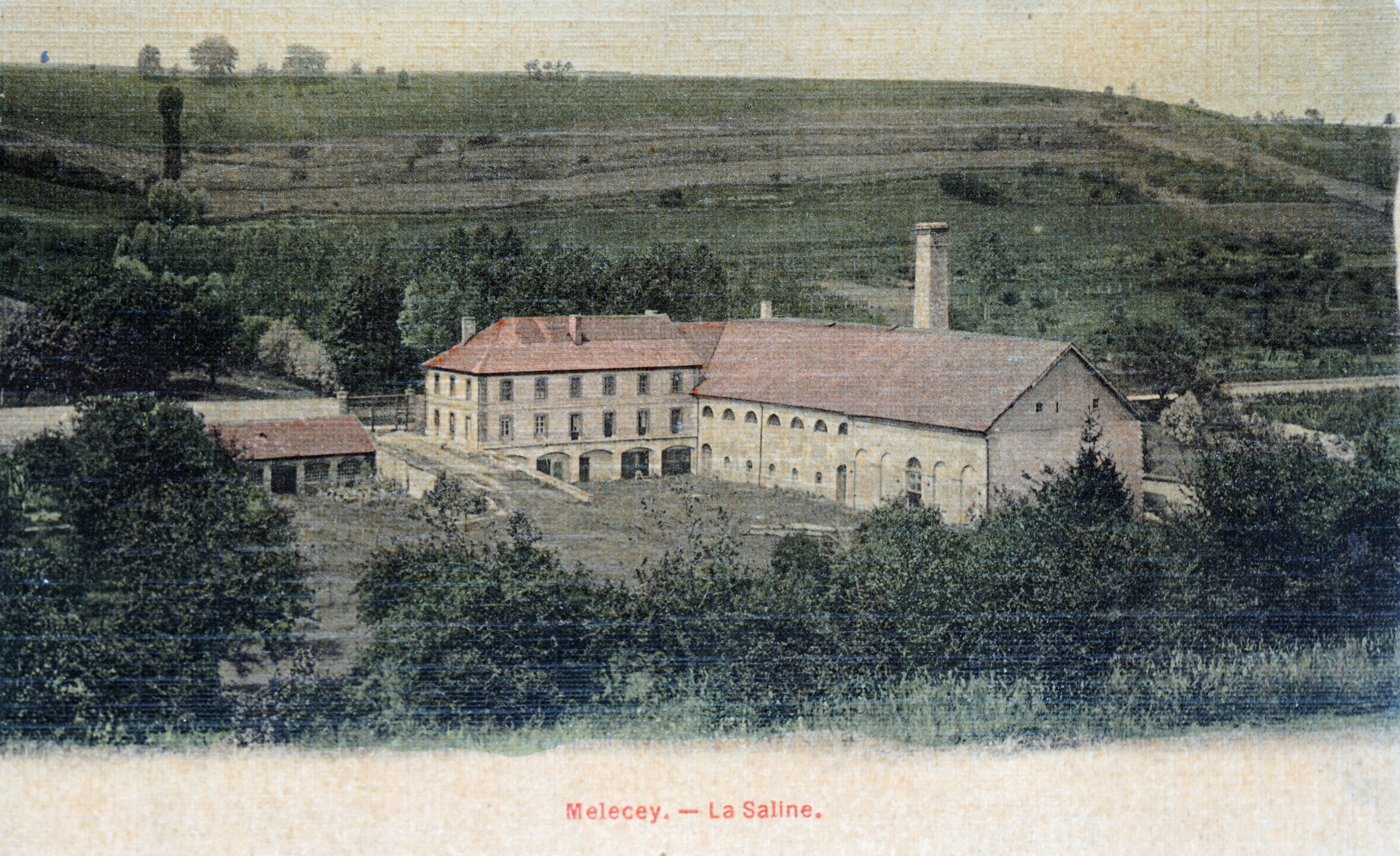
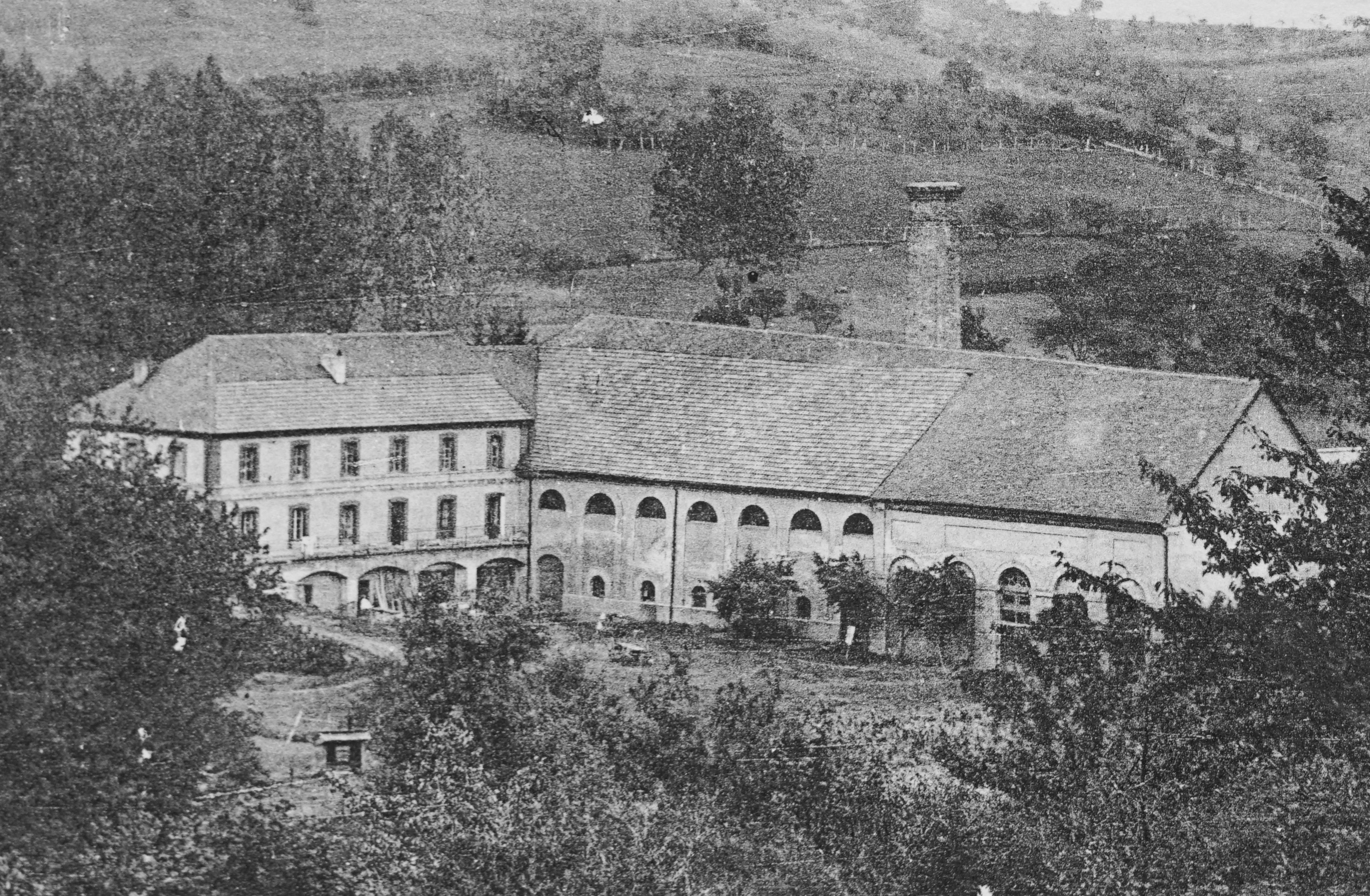
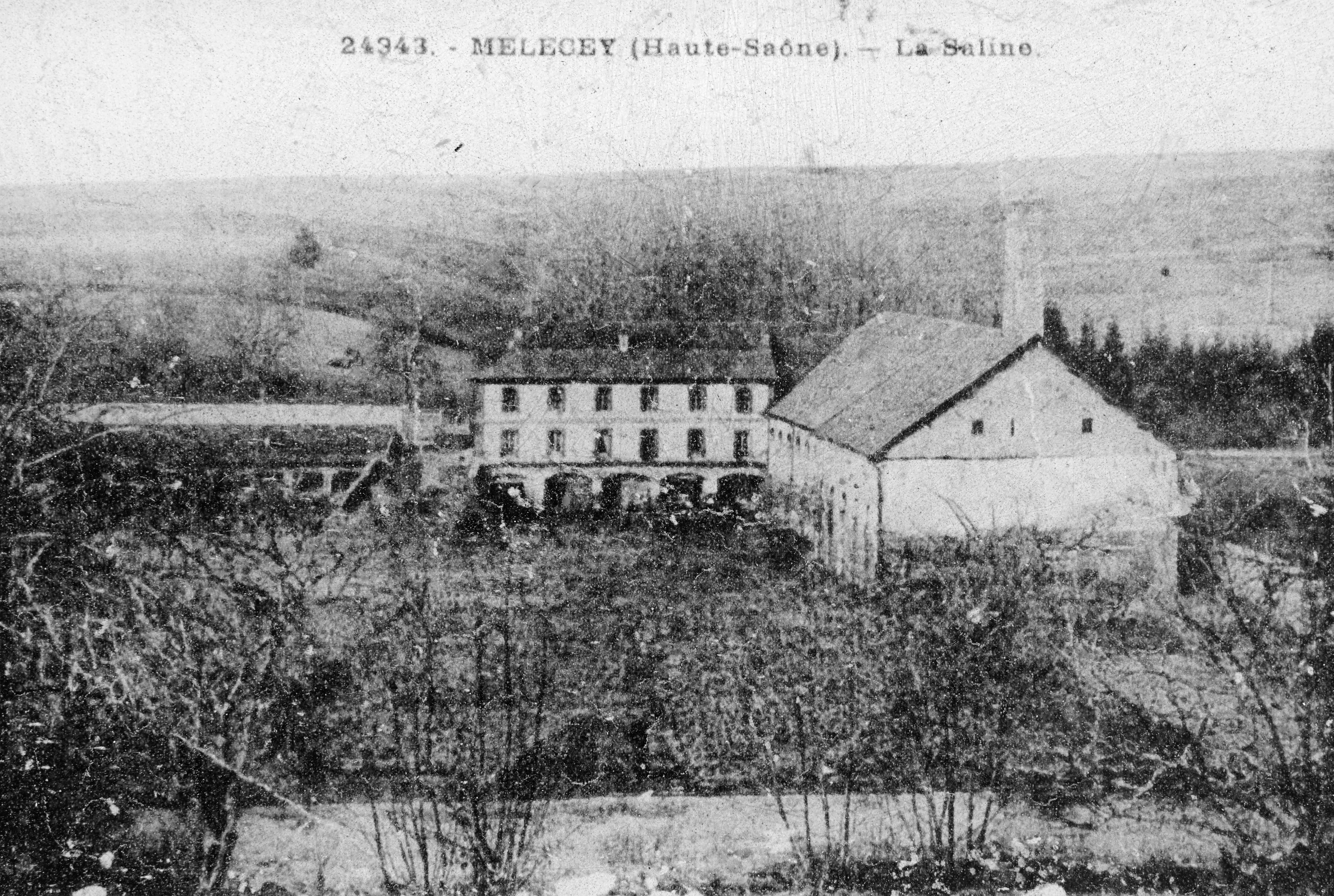

### Production
La production totale de sel gemme à Mélecey s'élève à 20 000 tonnes, dont 8 000 par dissolution.
|                                                    | 1863 | 1864 | 1865 | 1866 | 1867  | 1868  | 1869 | 1870 | 1871 |
| -------------------------------------------------- | ---- | ---- | ---- | ---- | ----- | ----- | ---- | ---- | ---- |
| Production (approximative) en milliers de quintaux | 5,8  | 9    | 8,5  | 11,5 | 11,75 | 10,75 | 11   | 9,25 | 9    |

### Reconversion
Le site est racheté par la MagLum vers 1950. De la ferraille est entreposée dans la cour et les bâtiments subissent des pillages. Le bâtiment avec la cuve d'évaporation en bois et la cheminée d'usine subsistent au début du XXIe siècle et sont uniques dans le département, la saline de Gouhenans étant en ruine et celle de Saulnot n’ayant laissé aucune trace. Les lieux sont utilisés comme cadre d'un spectacle « son et lumière »,,. La saline de Mélecey est répertoriée le 11 mars 2010 à l'inventaire général du patrimoine culturel.

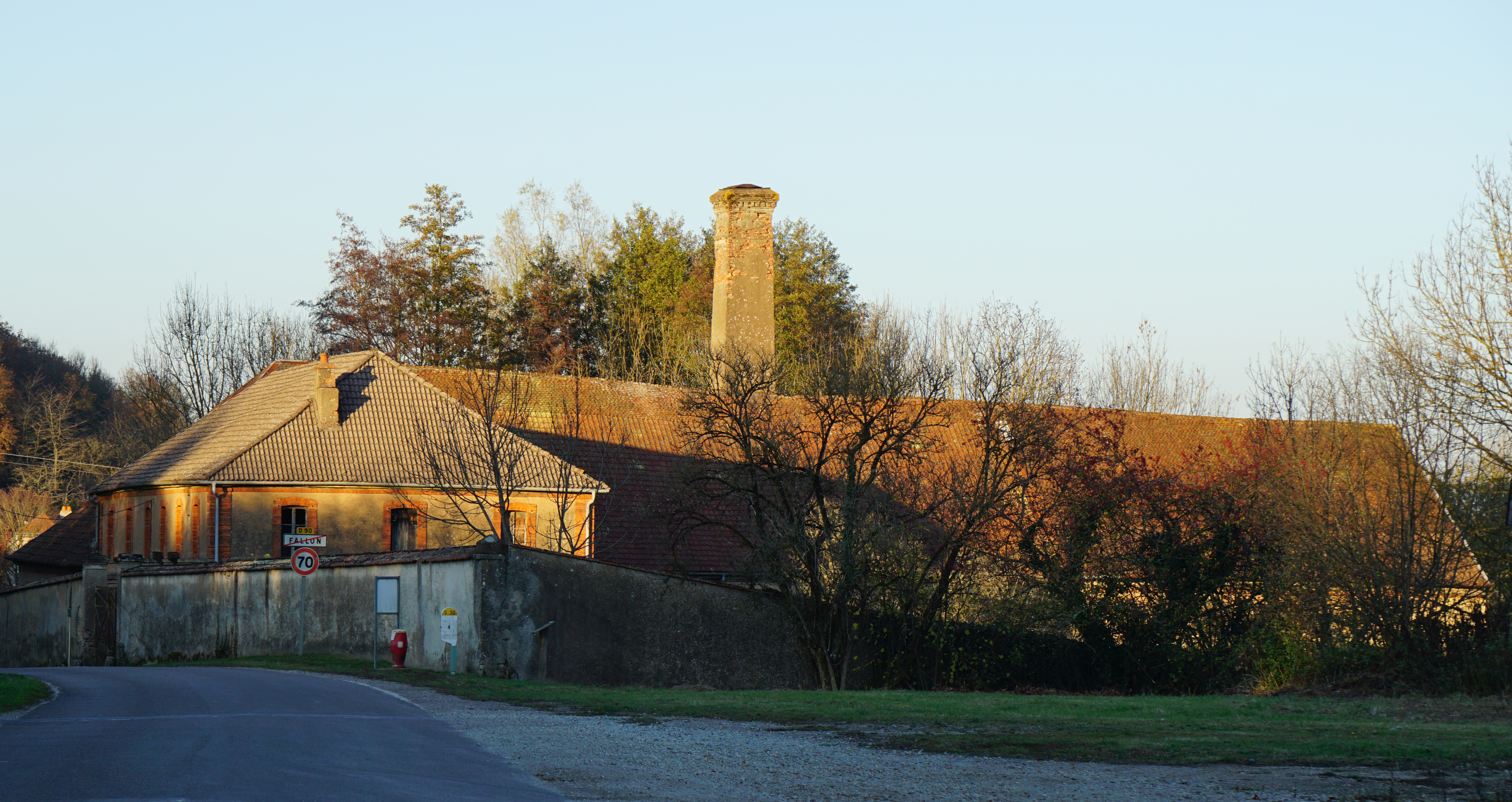
Les bâtiments et la cheminée de la saline de Mélecey.
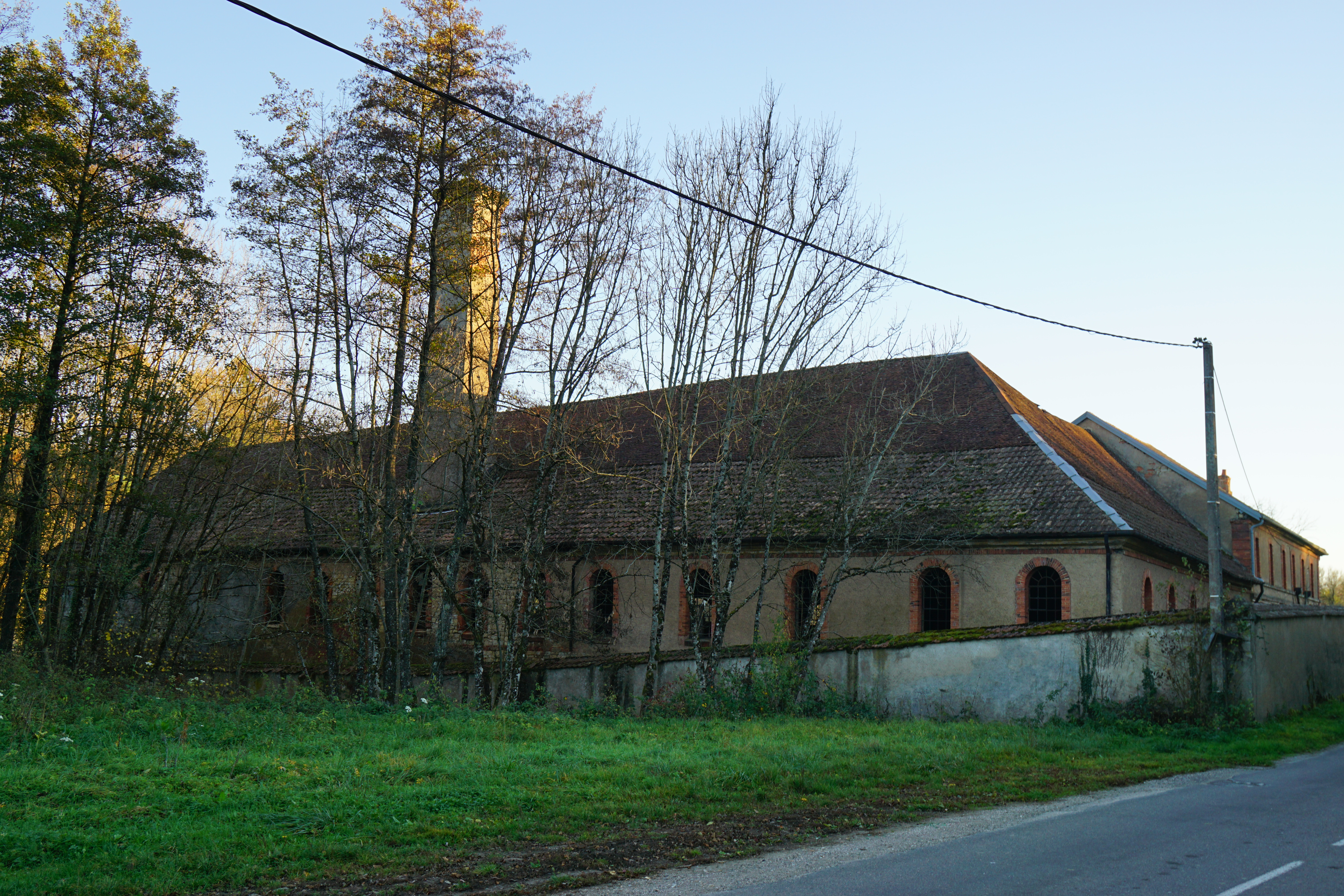
Les mêmes bâtiments vus de l'autre côté.
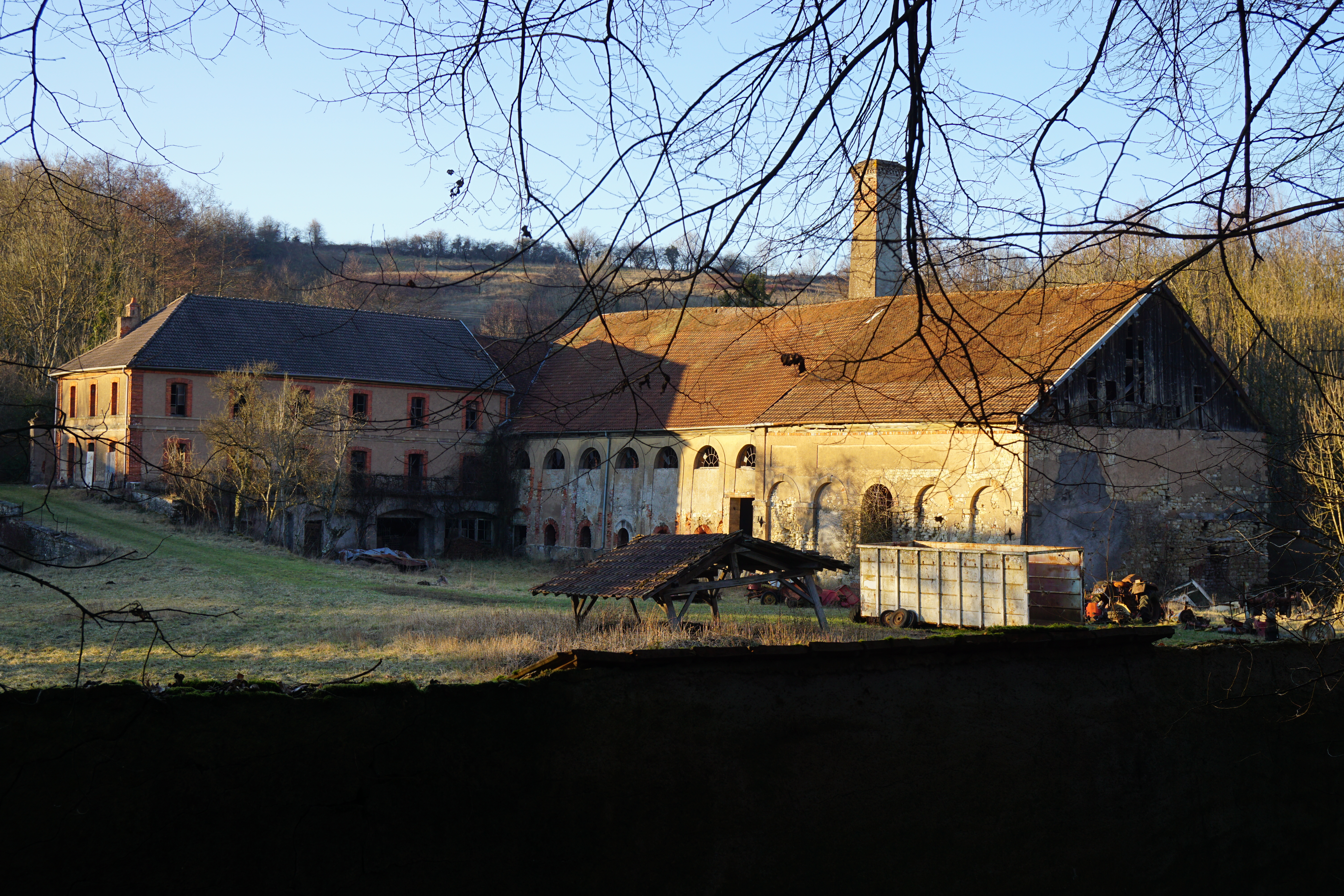
Vue arrière.
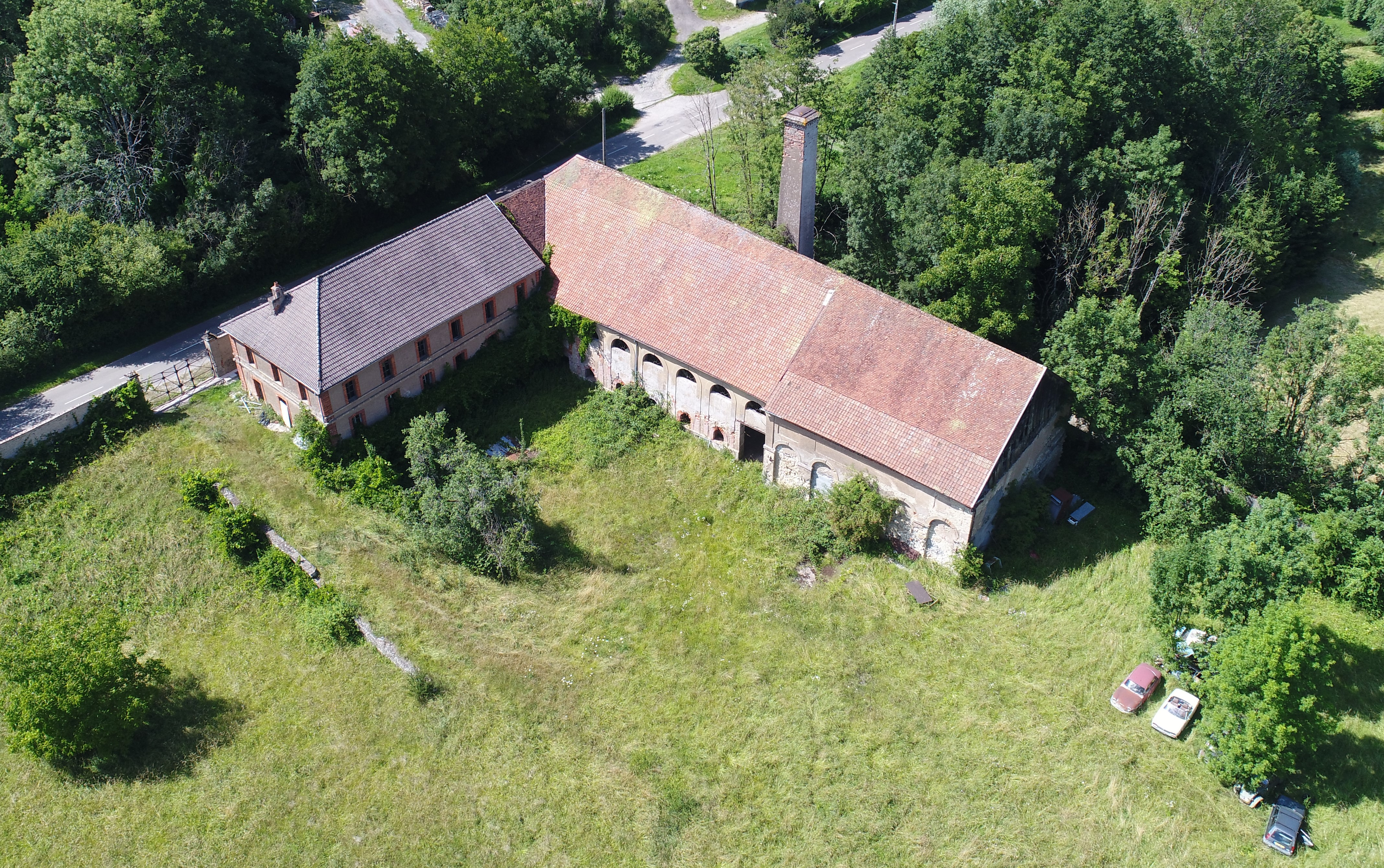
Vue aérienne.
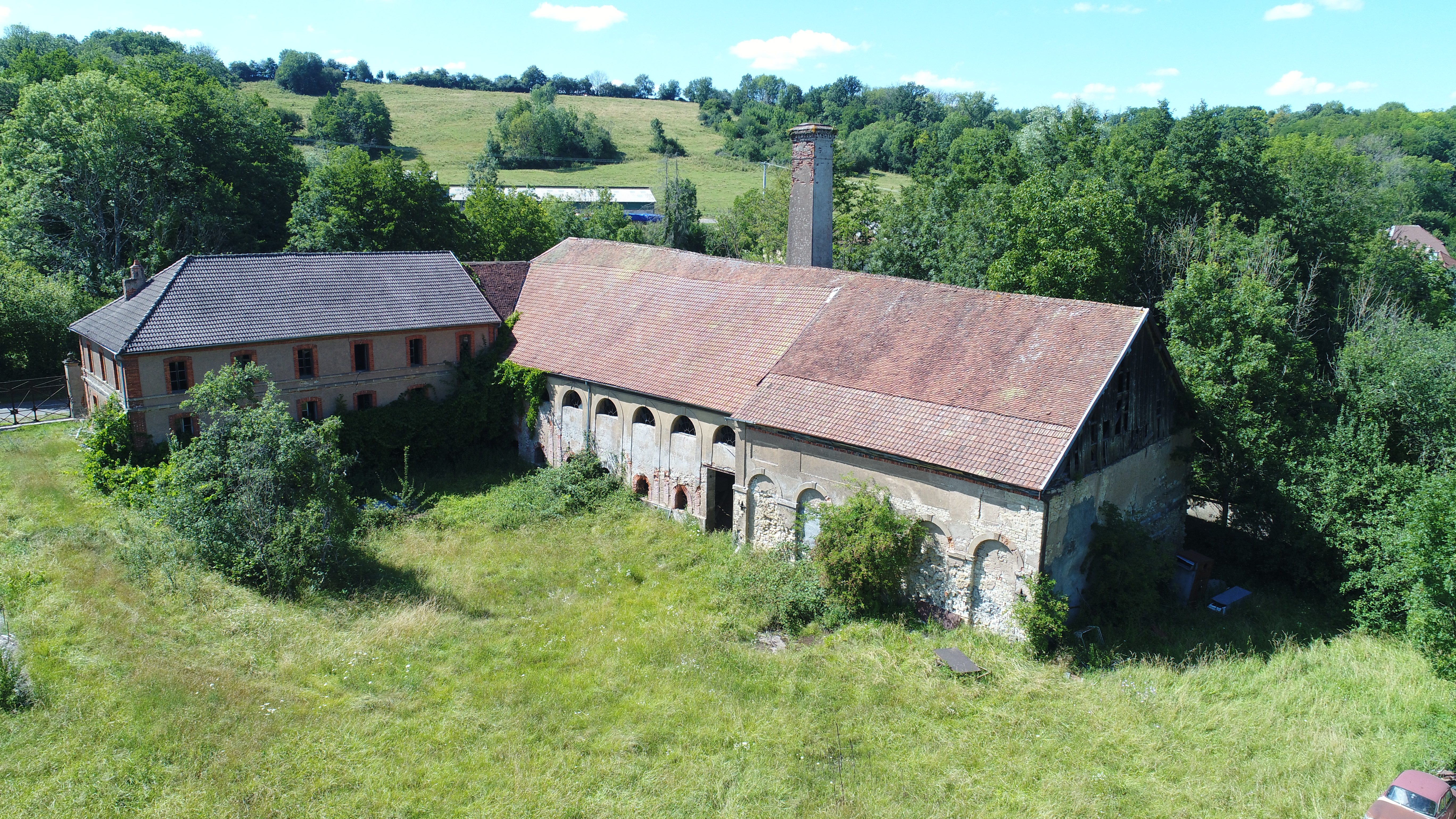
Vue rapprochée.

## Houillères

Les différentes concessions de Haute-Saône pour l’exploitation du bassin keupérien.

Les travaux de la concession de Mélecey en 1843 :

Une mine de houille est attestée le 24 mai 1773 sur le territoire d'une commune voisine, Abbenans. La recherche de houille commence à Mélecey en 1778 pour alimenter une saline utilisant un système d’évaporation pour la saumure, mais la houille exploitée est de mauvaise qualité. En 1822, un puits de recherche est creusé, mais abandonné avant d'atteindre le terrain houiller. La même année, une galerie de 50 mètres de long et inclinée de 20° exploite une couche de 50 cm de charbon dans le voisinage du puits Carlotte. Un puits est foncé en 1827 près des affleurements. De 1838 à 1839, un puits de 17 mètres de profondeur est creusé à proximité du village de Mélecey ; il rencontre une couche de 18 cm. Une galerie est alors creusée vers l'ouest et rencontre une veine de 33 cm inclinée de 30° vers le sud.

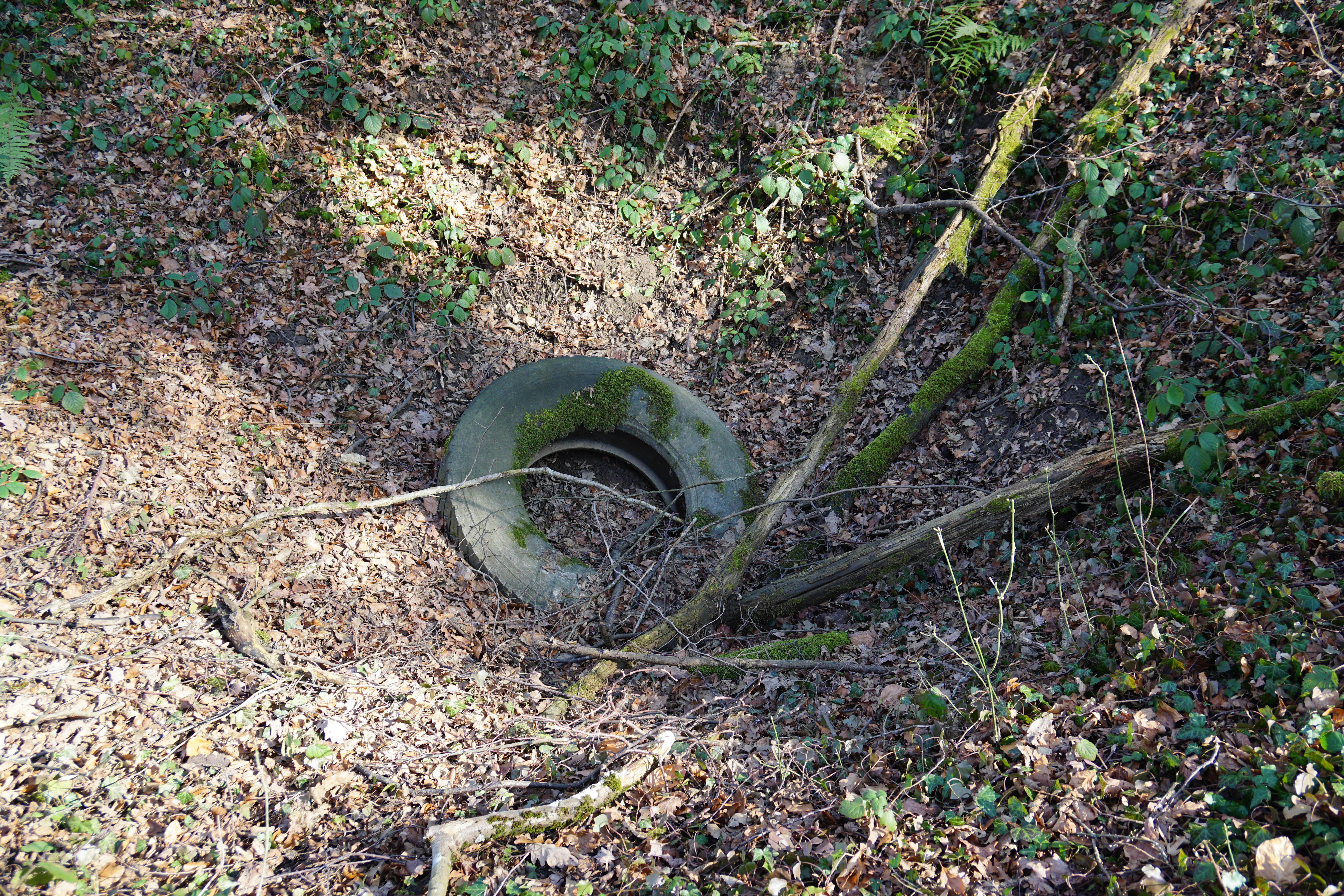
Le puits Carlotte.
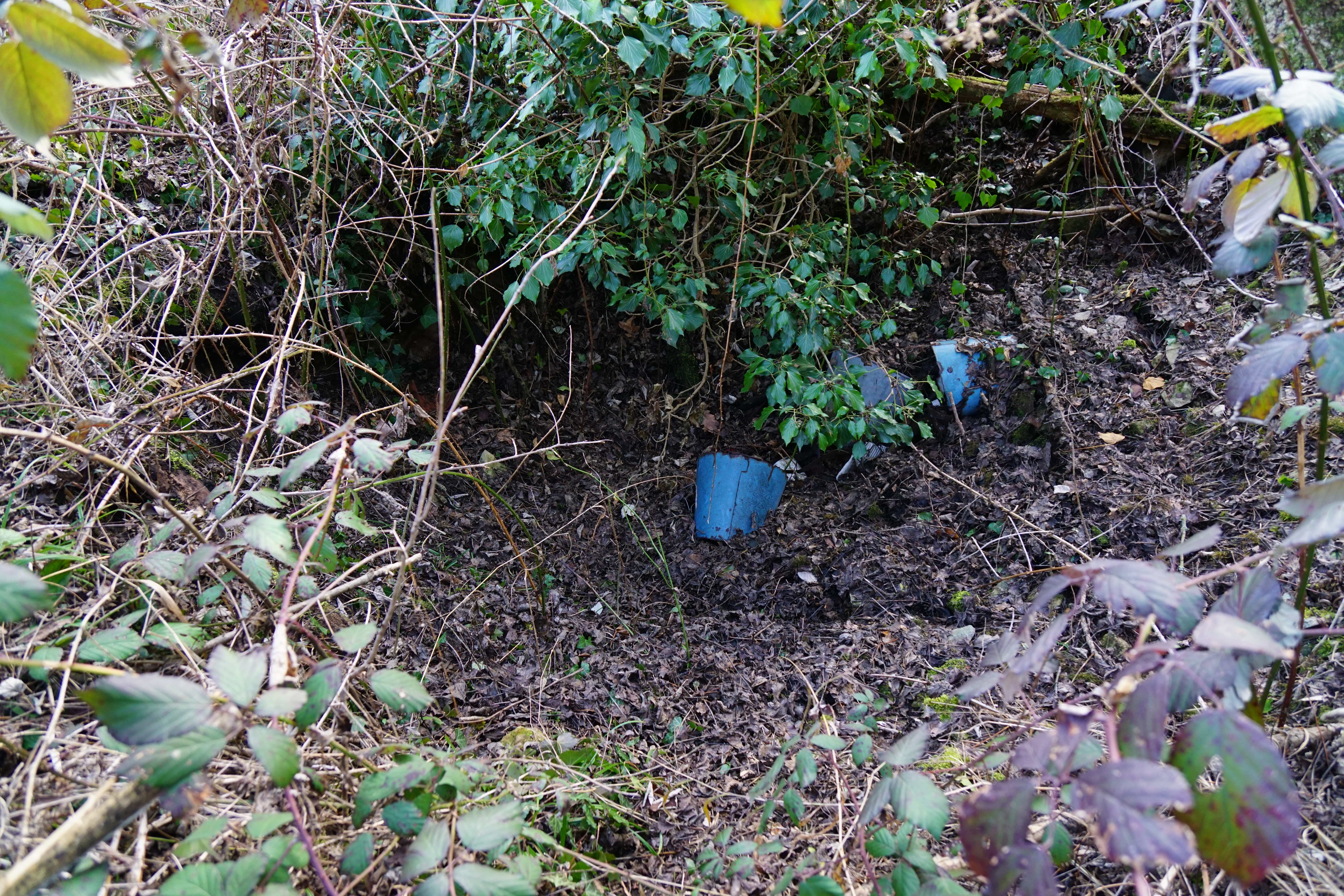
Le puits de 17 mètres.

En 1841, un puits de recherche est creusé à Mélecey par Madame veuve de Raincourt et compagnie jusqu'à 33 mètres sous la surface. Il révèle une couche de 33 cm de houille dure et gypseuse. Le coke qui en dérive est d'aspect métallique, boursouflé et poreux.
La concession de Mélecey, d'une superficie de 480 hectares, est accordée le 29 septembre 1843 pour l'extraction du sel et du charbon. Elle est exploitée par le « Buissons-Brûlé », un puits de 20 mètres de profondeur qui extrait dans une couche de charbon de 0,25 mètre d'épaisseur au moyen d'un tour à bras,. Le 24 janvier 1852, le fonçage du nouveau puits dit « Le Cray » est achevé à 12,50 mètres de profondeur. Ce puits est équipé d'un treuil à bras pour l'extraction et est divisé en deux compartiments : le premier pour le passage des câbles, le second pour le pompage des eaux, le passage des ouvriers (via une échelle) ainsi que pour l'aérage, dont la gaine se prolonge par une cheminée de 4,5 mètres de haut. Quatorze ouvriers exploitent quotidiennement les couches irrégulières de houille, dont l'épaisseur varie de 18  à   30 cm de puissance. Le puits est finalement fermé en 1853, faute de rentabilité,.
Les mines connaissent une fermeture en 1854 puis sont rouvertes. Un troisième puits, dit « Saint-Pierre », est creusé à partir de 1855 au lieu-dit de Derrière-Lachaud. Il emploie 15 mineurs et 11 manœuvres. Il provoque la fermeture momentanée du Buissons-Brûlé, avant de fermer à son tour en février 1857,. L'exploitation tourne au ralenti, mais elle est relancée en 1861 par un maître mineur des houillères de Vy-lès-Lure. Le 2 juillet, un puits est creusé et la houille est rencontrée à 9,30 mètres de profondeur. Des galeries carrées de 70 cm sont creusées pour extraire le combustible. Elles sont boisées et le roulage est amélioré par des planches de bois disposées au sol. L'une des galeries monte vers l'est, trois autres sont creusées en direction du nord et se réunissent en une seule au bout de huit mètres. L'exhaure est assuré par une pompe manuelle. Le charbon est débarrassé des roches stériles dans un lavoir à bras. La mine emploie sept mineurs et trois ouvriers de surface.
En juillet 1862, un nouveau puits est creusé au lieu-dit Buissons-Brûlé et l'extraction se fait de manière régulière à partir d'octobre. En 1864, la production s'élève à 556,1 tonnes de houille. Celle-ci est alors vendue à 1,39 francs le quintal. En 1865, un coup de grisou éclate dans la mine du Buissons-Brûlé et fait dix morts, provoquant l'arrêt de l'extraction charbonnière dans la concession. La saline est alors alimentée par les houillères de Gouhenans jusqu'à l’arrêt de cette activité en 1873. Un dernier puits est creusé vers 1874 pour tenter de relancer l'activité de la saline, sans succès.
Les puits de la concession sont situés, pour la plupart, dans le bois de Fallon. L'un d'entre eux est à l’origine d'un incendie avant 1943.
| Nom                     | Profondeur | Activité    |
| ----------------------- | ---------- | ----------- |
| Puits Buissons-Brûlé    | 20 m       | 1843 – 1854 |
| Puits Le Cray           | 12,50 m    | 1852 – 1853 |
| Puits Saint-Pierre      |            | 1855 – 1857 |
| Puits no 4              | 9,30 m     | 1861 – 1865 |
| Puits Buissons-Brûlé II | 23,10 m    | 1862 – 1865 |

Les terrils des principaux puits.
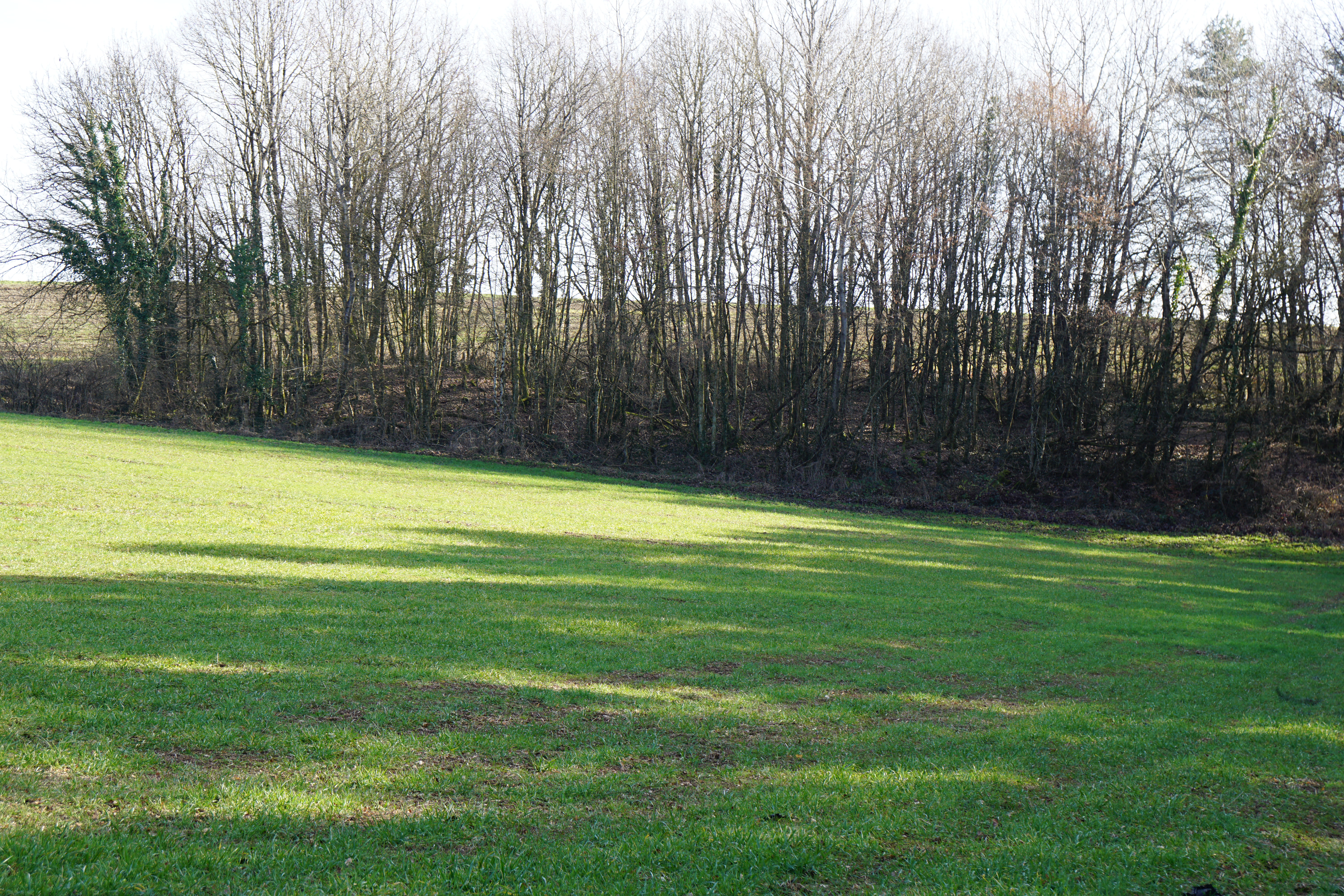
Vue éloignée du terril du puits Saint-Pierre.
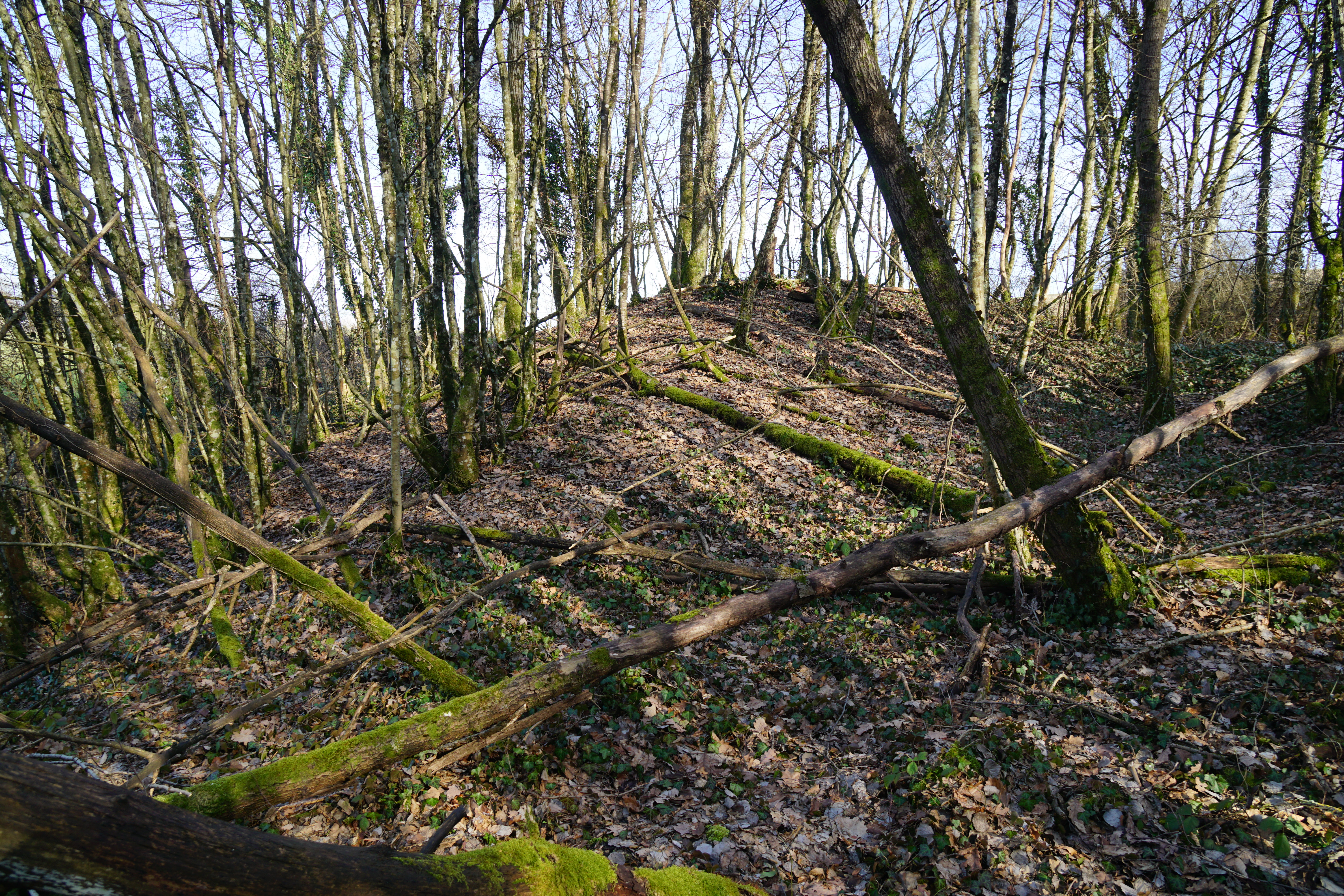
Vue rapprochée du terril du puits Saint-Pierre.
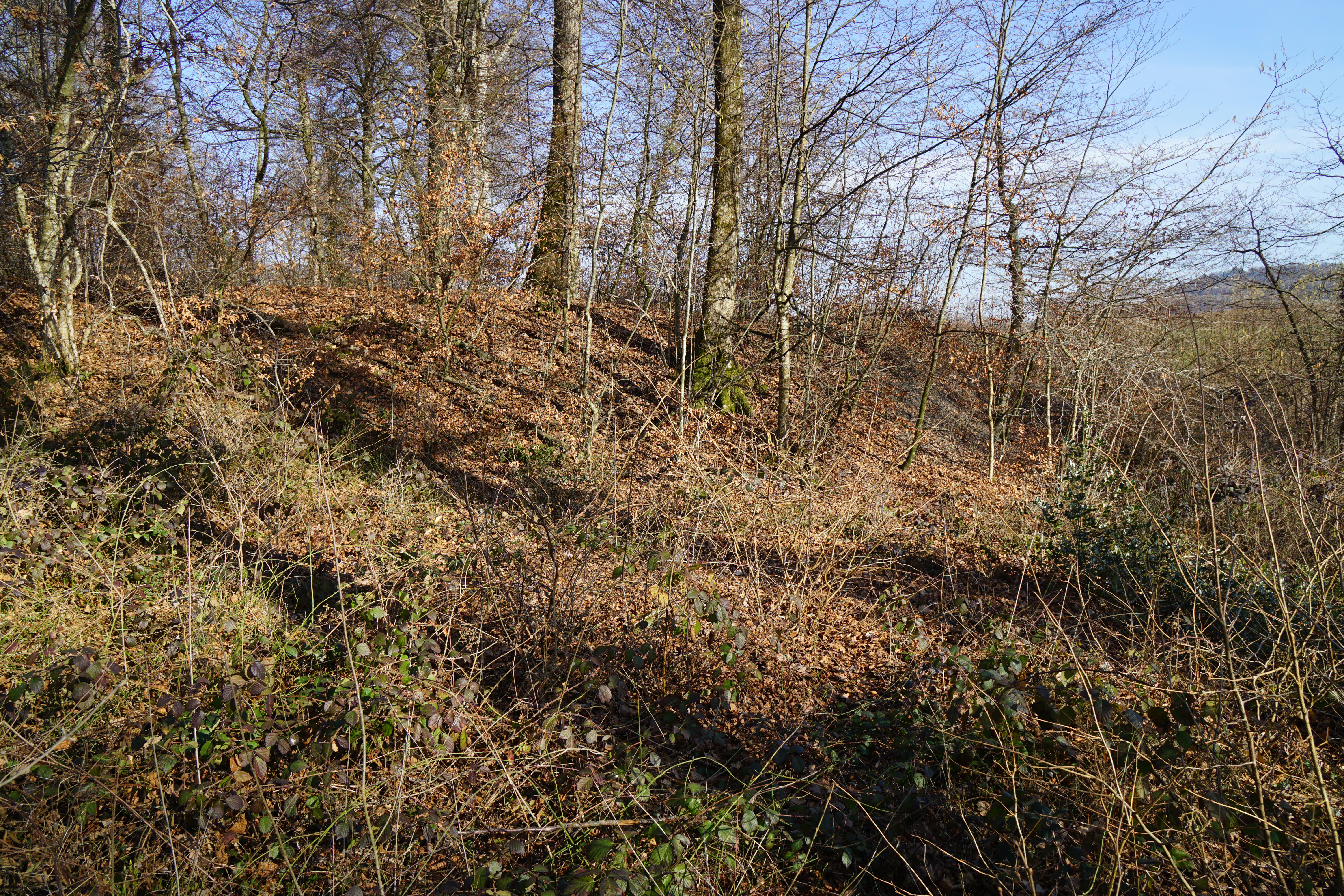
Le flanc du terril du puits Buissons-Brûlé.
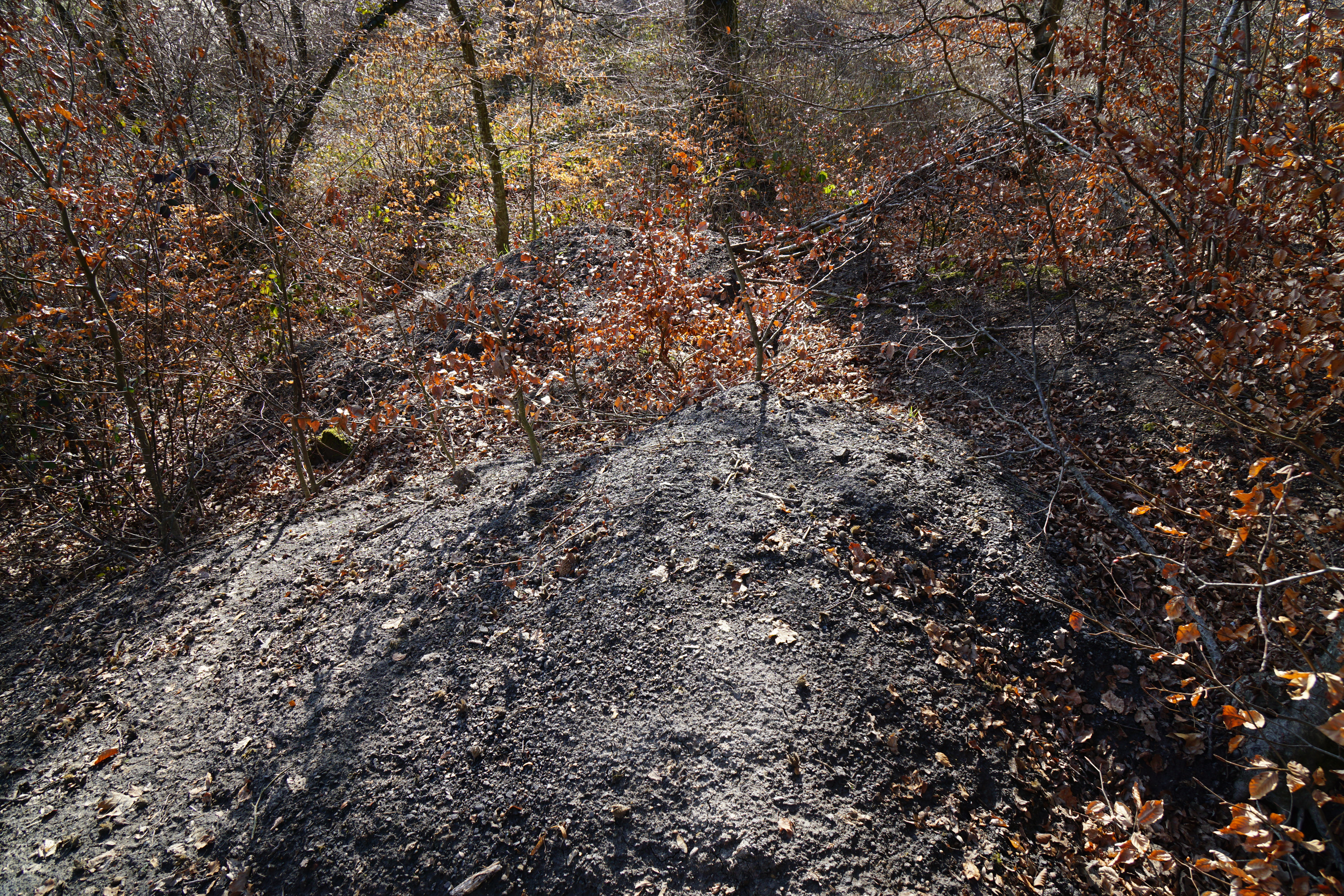
Les roches du terril du puits Buissons-Brûlé depuis le sommet.